# Lala Lajpat Rai

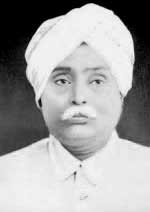
Lala Lajpat Rai

Lala Lajpat Rai pronunciationⓘ, (28 de enero de 1865 – 17 de noviembre de 1928) fue un autor y un político punjabí que es recordado fundamentalmente como uno de los líderes del movimiento de independencia indio. Fue popularmente conocido como Punjab Kesari, que significa El León de Punjab, también conocido como Sher-E- Punjab en punjabí. Asimismo estuvo asociado a las actividades del Punjab National Bank. Murió de un ataque al corazón, tras ser golpeado en un manifestación en contra del Raj británico, por lo que el día de su muerte, 17 de noviembre, se conmemora en India como uno de los Días de los Mártires.
A finales de 1915 estuvo en Japón y allí habló de la necesidad de luchar todos juntos por la liberación de Asia frente al imperialismo británico, lo que motivó las protestas del gobierno de Londres, que también pidió la expulsión del nacionalista indio exiliado Rash Behari Bose que había formado parte del comité de bienvenida.